# Mirabile Dictu 2010
Die erste Ausgabe des Filmfestivals Mirabile Dictu fand 2010 statt.

## Jury
Bereits in der ersten Ausgabe des Filmfestivals im Jahr 2010 wurden die Auszeichnungen von einer Jury vergeben. Die Jury bestand aus der italienischen Prinzessin Maria Pia Ruspoli, dem Vertreter des Päpstlichen Rates für die Kultur Monsignore Franco Perazzolo, Luca Barbareschi, Benedicta Boccoli und dem Oscar-Preisträger Gianni Quaranta.

## Vergebene Auszeichnungen
Im Jahr 2010 wurden der Silberfisch, der Preis des Festivals, in vier Kategorien vergeben.

### Bester Film
Als bester Film wurde Désobéir von Regisseur Joel Santoni ausgezeichnet.

### Bester Kurzfilm
Ausgezeichnet als bester Kurzfilm wurde The Butterfly Circus von Joshua Weigel.

### Bester Dokumentarfilm
Ausgezeichnet wurde Veilleurs dans la nuit von Eddy Vicken und Yvon Bertorello.

### Bester Regisseur
Ausgezeichnet wurde Paul Brady für den Film Janey Mary.